# السن القانونية للنشاط الجنسي في البرازيل
السن القانونية للنشاط الجنسي في البرازيل هو 14 عاما، بغض النظر عن الجنس أو التوجه الجنسي، مع سابقة قضائية تبين أن استثناء قريبة في السن التي تسمح الذين تتراوح أعمارهم بين 12 و 13 على القيام بنشاط جنسي مع شركاء أكبر منهم ب5 سنوات على الأكثر قانونيا، وإن لم يكن دستوريا رسميا. العمر الذي لا توجد فيه قيود على ممارسة الأنشطة الجنسية هو 18 عامًا. على أي حال، يمكن توجيه الاتهام قانونًا إلى الأفراد البالغين من العمر 18 عامًا أو أكثر، لأن هذا هو السن البرازيلية للمسؤولية الجنائية وفقًا لدستور البرازيل.
تعتبر الأفعال الجنسية مع الأطفال الذين تقل أعمارهم عن 7 سنوات غير قانونية تمامًا وتعادل الاغتصاب القانوني، وهي محددة قانونًا بموجب المادة 217-أ من قانون العقوبات البرازيلي بأنها " اغتصاب شخص ضعيف"، مع عقوبة تتراوح بين 8 و 15 عامًا في السجن.
يعاقب القانون البرازيلي على دعارة الأطفال، تحت سن 18، وتحاكم عليه الدولة، وفقا للنظام الأساسي للأطفال والشباب 1990 (المادة 244-أ)، وكذلك وفقا لقانون العقوبات للدولة في المواد 218-ب، 227 ، 230 ، 231 و 231—أ.
لا يميز القانون في التوجه الجنسي. على هذا النحو، فإن كل من النشاط الجنسي المغاير والنشاط الجنسي المثلي بين شخص بالغ أكبر من 18 عامًا وقاصر يبلغ من العمر 14 عامًا أو أكبر أو بين اثنين من المراهقين الذين تتراوح أعمارهم بين 12 و 17 عامًا قانوني تمامًا، إذا كان الشريك الأكبر سناً لا يلعب دورًا سلطيًا على القاصر.